# Spanish Bombs
Spanish Bombs (Bombes espanyoles) és una famosa cançó del grup The Clash, inclosa a l'àlbum London Calling. Aquesta cançó aparentment parla de la Guerra Civil espanyola, però també a l'Estat espanyol 40 anys després.. Es tracta d'una de les moltes cançons que posen de manifest el famós activisme polític de The Clash. El grup mexicà Tijuana No! n'ha fet una versió.

## Lletra i interpretació
La cançó va ser escrita per Strummer en un viatge a casa des de l'estudi de gravació, quan parlava amb la seva companya d'una història sobre bombes de militants bascos a complexos turístics de la Costa del Sol, si bé a la cançó esmenta la costa brava. Tot i que la cançó parla de la Guerra Civil espanyola, en realitat tracta de l'actualitat de 1979, i els fets que viuen els turistes i els titulars de la premsa anglesa sense comprendre els orígens en l'Espanya de 40 anys abans.
La Guerra Civil espanyola, va ser una contesa que es desenvolupà a Espanya entre el 17 de juliol de 1936 i l'1 d'abril de 1939, després del cop militar contra les institucions constitucionals de la República. Andalusia va ser una de les primeres regions que va ser envaïda per l'autoanomenat "bàndol nacional" el 1936. Federico García Lorca, un poeta republicà andalús, es troba entre els personatges més famosos assassinats durant la rebel·lió. La guàrdia civil era un cos de policia rural, semblant a la gendarmerie de França o als carabinieri d'Itàlia. Federico García Lorca, que en els seus poemes com "Romance de la Guardia Civil Española" havia denunciat la repressió de la Guàrdia Civil, va ser assassinat per un grup de repressió falangista.
La cançó contrasta aquella època de la guerra civil, el passat històric, amb les bombes als hotels de turistes que passen les vacances a la Costa Brava i desconeixen la història d'Espanya, i ho compara també amb el cas d'Irlanda (en referència a l'IRA, que usava tàctiques similars a la Gran Bretanya i les tombes de la guerra d'independència de principis de segle).
Els feixistes van guanyar l'any 1939 el govern i el seu líder, Francisco Franco, va governar Espanya fins que va morir, l'any 1975, poc abans que fos escrita la cançó. Molts dels qui van lluitar i morir al bàndol republicà van ser poetes i artistes, que s'esmenten a la lletra. En la cançó s'anomena també Andalusia, i Granada, que és la ciutat natal de García Lorca. La cançó sembla considerar les bombes i fets dels temps actuals (1979) un eco, o una conseqüència, d'aquella guerra de fa 40 anys.
Primera estrofa:
Cançons espanyoles a Andalusia, camp de tir al 39,
oh, si us plau, deixa la finestra oberta, Federico Lorca és mort i ens ha deixat,
forats de bala a les parets del cementiri, els cotxes negres de la guàrdia civil,
bombes espanyoles a la Costa Rica, aquesta nit hi aniré en un DC 10...
A Espanya no hi ha cap indret que es digui Costa Rica. És més, el país que du aquest nom no va tenir cap paper a la Guerra Civil espanyola. Ara bé, pot ser que la cançó es refereixi a la riquesa o a la fertilitat de les costes espanyoles.
Tornada:
Spanish Bombs, yo te quiero infinito 
yo te quiero, oh mi corazón 
Spanish bombs, yo te quiero infinito
yo te quiero, oh mi corazón
La tornada de la cançó original és en castellà i en català vindria a dir «t'estimo moltíssim, oh estimat meu», però com que The Clash ho van traduir literalment de l'anglès al castellà, no queda clar a què es refereixen amb infinito. Ha tingut diverses interpretacions. Per a alguns és una declaració d'amor però també hi ha qui diu que podria referir-se a la dificultat de ser valent durant una guerra.
Segona estrofa:
Spanish weeks in my disco casino
The freedom fighters died upon the hill
They sang the red flag
They wore the black one
After they died it was Mockingbird Hill
Back home the buses went up in flashes
The Irish tomb was drenched in blood
Spanish bombs shatter the hotels
My señorita's rose was nipped in the bud
Mentre el turista, passa unes setmanes de vacances en una disco casino, explica que els que lluitaven per la llibertat (durant la guerra civil) van morir en un turó, portaven banderes roges i negres. Després que morissin va ser anomenat el turó del rossinyol. Quan torna a casa en bus recorda les tombes ensangonades d'Irlanda, a Espanya les bombes fan trontollar hotels, i la rosa de la seva companya es trenca.
tercera estrofa:
The hillsides ring with "Free the people"
Or can I hear the echo from the days of '39?
With trenches full of poets
The ragged army, fixin' bayonets to fight the other line
Spanish bombs rock the province
I'm hearin' music from another time
Spanish bombs on the Costa Brava
I'm flyin' in on a DC 10 tonight
A les vessants dels turons veu pintades per la llibertat, o sent un eco dels dies del 39, amb trinxeres plenes de poetes, exèrcit irregular preparant al baionetes per lluitar contra l'altre banda. Les bombes espanyoles sacsegen la província, està escoltant música d'un altre temps. Bombes a la costa brava, ell vola en un DC10 aquest vespre.